# Bjørn Maars Johnsen
Bjørn Maars Johnsen (New York, 6 novembre 1991) è un calciatore statunitense naturalizzato norvegese, attaccante della T'orp'edo Kutaisi.

## Biografia
Maars Johnsen è nato da padre norvegese e madre statunitense.

## Carriera

### Club
Negli Stati Uniti, Maars Johnsen ha giocato per il Triangle United, una piccola squadra di Raleigh, Carolina del Nord. L'attaccante è stato compagno di squadra di Rob Lovejoy e assieme hanno raggiunto le finali nazionali Under-18, sotto la guida dell'allenatore Elmar Bolowich. In altre squadre locali, è stato allenato anche da suo padre Hasse Johnsen. Negli anni, Maars Johnsen ha giocato anche per Broughton High School, Carolina Soccer Club, Sanderson High School e CASL Elite & FVAA.
Nel 2008, Maars Johnsen si è trasferito in Norvegia, sua terra d'origine, per giocare nelle giovanili del Lyn Oslo. Nell'estate 2010, Maars Johnsen è stato ingaggiato dal Vålerenga.
Il 14 dicembre 2010, il Kjelsås ha comunicato d'aver ingaggiato Maars Johnsen, che si sarebbe aggregato alla formazione militante nella 2. divisjon – terzo livello del campionato locale – a partire dal 1º gennaio 2011. Nel giugno successivo, si è trasferito al Tønsberg.
Nel settembre 2011 si è trasferito a Úbeda, nella quinta divisione dove ha giocato un paio di mesi con il club locale.
Nel 2012, Maars Johnsen è passato all'Antequera, formazione spagnola militante nella Tercera División. Nell'estate dello stesso anno è stato ingaggiato dall'Atlético Baleares, per cui ha esordito nella Segunda División B in data 26 agosto, subentrando a Pedro Moutinho nel pareggio a reti inviolate contro il Constància. Si è congedato dalla squadra con 10 partite all'attivo, senza segnare alcuna marcatura.
Lasciata la Spagna, Maars Johnsen si è accordato con il Louletano, compagine portoghese facente parte del Campeonato Nacional de Seniores. Ha debuttato con questa casacca l'8 settembre 2013, nella sconfitta interna per 0-1 contro la Pinhalnovense. Il 28 settembre ha segnato la prima rete, nella vittoria per 1-3 sul campo del Moura. In campionato, ha totalizzato 28 apparizioni e segnato 10 reti.
Il 17 luglio 2014, l'Atlético CP ha annunciato d'aver tesserato Maars Johnsen, che si è legato al club con un contratto biennale con opzione per una terza stagione. Ha debuttato nella Segunda Liga in data 9 agosto, schierato titolare nella sconfitta per 1-0 sul campo del Freamunde. Il 17 agosto sono arrivate le prime reti, con una doppietta nel pareggio per 2-2 contro il Chaves. È stato nominato miglior giocatore del campionato per i mesi di agosto e settembre. Rimasto in squadra fino al mese di febbraio 2015, ha lasciato l'Atlético CP dopo 14 reti in 27 partite di campionato.
Successivamente, Maars Johnsen si è accordato con il Liteks Loveč, società bulgara. Ha debuttato nell'A-PFG in data 28 febbraio 2015, sostituendo Milčo Angelov nella vittoria per 1-0 sul Ludogorec. Il 19 aprile ha siglato la prima rete in squadra, nella sconfitta per 3-1 ancora contro il Ludogorec. Il 23 maggio, sempre contro il Ludogorec, ha segnato una tripletta e ha contribuito alla vittoria della sua squadra col punteggio di 4-2. Ha chiuso la stagione con 6 reti in 13 partite, con cui ha contribuito al 4º posto finale del Liteks Loveč, che si è qualificato per l'Europa League 2015-2016 poiché il Lokomotiv Sofia – arrivato al 3º posto – non ha ottenuto la licenza UEFA.
Il 12 dicembre 2015, in occasione della sfida di campionato contro il Levski Sofia, è stato espulso dall'arbitro Georgie Yordanov. Nel corso dello stesso match, è stato poi espulso anche il compagno di squadra Rafa Pérez. A seguito di questa decisione, il direttore sportivo del Liteks Loveč, Stojčo Stoilov, ha ordinato ai restanti giocatori di lasciare il campo per protesta, motivando la scelta a seguito di «un'enorme differenza di giudizio nelle decisioni dell'arbitro». La federazione locale avrebbe dunque studiato il caso, con le pene che per il Liteks Loveč sarebbero potute essere la sconfitta a tavolino per 3-0 ed anche l'espulsione dal campionato. Il Liteks Loveč è stato poi effettivamente escluso dal campionato ed iscritto alla B Profesionalna Futbolna Grupa per l'annata successiva. Maars Johnsen è stato così impiegato solamente nella squadra riserve fino al termine della stagione 2015-2016.
Il 22 luglio 2016, gli scozzesi degli Hearts hanno reso noto d'aver ingaggiato Maars Johnsen, che si è legato al club con un contratto triennale. Il 20 agosto ha esordito nella Scottish Premiership, subentrando a Conor Sammon nel 5-1 inflitto all'Inverness. Il 15 ottobre successivo ha trovato la prima rete nella massima divisione locale, nel 2-0 con cui la sua squadra ha superato il Dundee. Ha chiuso la prima stagione con 37 presenze e 6 reti.
Il 31 luglio 2017, Maars Johnsen è passato ufficialmente agli olandesi dell'ADO Den Haag: ha scelto di vestire la maglia numero 9.
Segna 19 gol in Eredivisie e nel luglio 2018 viene acquistato dalkl'AZ Alkmaar per 2,3 milioni di euro. Mette a segno 6 gol in 22 partite e il 24 agosto 2019 si trasferisce al Rosenborg, con la formula del prestito.
Dopo 11 presenze e 5 gol, nel gennaio 2020 viene ceduto in Corea del Sud all'Ulsan HD, con cui vince l'AFC Champions League 2020.
Il 3 febbraio 2021 viene ingaggiato dal CF Montréal.
Il 31 gennaio 2023 è stato ingaggiato dagli olandesi del Cambuur.

### Nazionale
Il 30 maggio 2017 è stato convocato nella nazionale norvegese dal commissario tecnico Lars Lagerbäck in vista delle partite contro la Repubblica Ceca e la Svezia, rispettivamente valida per le qualificazioni al campionato mondiale 2018 e amichevole. Ha esordito quindi il 10 giugno, subentrando ad Alexander Søderlund nel pareggio per 1-1 contro la formazione ceca. Il 2 giugno 2018 realizza la sua prima rete per la Norvegia nell'amichevole vinta per 3-2 contro l'Islanda.

## Statistiche

### Presenze e reti nei club
Statistiche aggiornate al 1º febbraio 2023.
| Stagione            | Club                | Campionato          | Campionato | Campionato | Coppe nazionali | Coppe nazionali | Coppe nazionali | Coppe continentali | Coppe continentali | Coppe continentali | Supercoppe | Supercoppe | Supercoppe | Totale | Totale |
| Stagione            | Club                | Comp                | Pres       | Reti       | Comp            | Pres            | Reti            | Comp               | Pres               | Reti               | Comp       | Pres       | Reti       | Pres   | Reti   |
| ------------------- | ------------------- | ------------------- | ---------- | ---------- | --------------- | --------------- | --------------- | ------------------ | ------------------ | ------------------ | ---------- | ---------- | ---------- | ------ | ------ |
| gen.-giu. 2011      | Kjelsås             | 2D                  | ?          | ?          | CN              | ?               | ?               | -                  | -                  | -                  | -          | -          | -          | ?      | ?      |
| giu.-dic. 2011      | Tønsberg            | 2D                  | ?          | ?          | CN              | -               | -               | -                  | -                  | -                  | -          | -          | -          | ?      | ?      |
| gen.-giu. 2012      | Antequera           | TD                  | ?          | ?          | CdR             | -               | -               | -                  | -                  | -                  | -          | -          | -          | ?      | ?      |
| 2012-2013           | Atlético Baleares   | SDB                 | 10         | 0          | CdR             | 1               | 0               | -                  | -                  | -                  | -          | -          | -          | 11     | 0      |
| 2013-2014           | Louletano           | SD                  | 28         | 10         | CP+CdL          | ?               | ?               | -                  | -                  | -                  | -          | -          | -          | 28+    | 10+    |
| 2014-feb. 2015      | Atlético CP         | LdH                 | 27         | 14         | CP+CdL          | 0+4             | 0+2             | -                  | -                  | -                  | -          | -          | -          | 31     | 16     |
| feb.-giu. 2015      | Liteks Loveč        | A-PFG               | 13         | 6          | CB              | 2               | 0               | UEL                | -                  | -                  | -          | -          | -          | 15     | 6      |
| giu.-dic. 2015      | Liteks Loveč        | A-PFG               | 20         | 6          | CB              | 3               | 1               | UEL                | 2                  | 2                  | -          | -          | -          | 25     | 9      |
| Totale Liteks Loveč | Totale Liteks Loveč | Totale Liteks Loveč | 33         | 12         |                 | 5               | 1               |                    | 2                  | 2                  |            | -          | -          | 40     | 15     |
| gen.-giu. 2016      | Liteks Loveč II     | B-PFG               | 6          | 5          | -               | -               | -               | -                  | -                  | -                  | -          | -          | -          | 6      | 5      |
| 2016-2017           | Hearts              | PL                  | 34         | 5          | CS+CdL          | 3+0             | 1+0             | UEL                | -                  | -                  | -          | -          | -          | 37     | 6      |
| 2017-2018           | ADO Den Haag        | ED                  | 34         | 19         | CO              | 1               | 0               | -                  | -                  | -                  | -          | -          | -          | 35     | 19     |
| 2018-2019           | AZ Alkmaar          | ED                  | 22         | 6          | CO              | 3               | 1               | -                  | -                  | -                  | -          | -          | -          | 25     | 7      |
| ago.-dic. 2019      | Rosenborg           | ES                  | 0          | 0          | CN              | 0               | 0               | UCL                | 0                  | 0                  | -          | -          | -          | 0      | 0      |
| 2020                | Ulsan HD            | KL1                 | 18         | 5          | CC              | 4               | 1               | AFC                | 9                  | 5                  | -          | -          | -          | 31     | 11     |
| 2021                | CF Montréal         | MLS                 | 26         | 2          | CC              | 2               | 0               |                    | -                  | -                  | -          | -          | -          | 28     | 2      |
| 2022                | CF Montréal         | MLS                 | -          | -          | CC              | -               | -               | CCL                | -                  | -                  |            | -          | -          | -      | -      |
| Totale CF Montréal  | Totale CF Montréal  | Totale CF Montréal  | 26         | 2          |                 | 2               | 0               |                    | -                  | -                  |            | -          | -          | 28     | 2      |
| gen.-giu. 2023      | Cambuur             | ED                  | 0          | 0          | CO              | -               | -               | -                  | -                  | -                  | -          | -          | -          | 0      | 0      |
| Totale              | Totale              | Totale              | 238+       | 78+        |                 | 23+             | 6+              |                    | 11                 | 7                  |            | -          | -          | 272+   | 91+    |

### Cronologia presenze e reti in nazionale
| Cronologia completa delle presenze e delle reti in nazionale ― Norvegia | Cronologia completa delle presenze e delle reti in nazionale ― Norvegia | Cronologia completa delle presenze e delle reti in nazionale ― Norvegia | Cronologia completa delle presenze e delle reti in nazionale ― Norvegia | Cronologia completa delle presenze e delle reti in nazionale ― Norvegia | Cronologia completa delle presenze e delle reti in nazionale ― Norvegia | Cronologia completa delle presenze e delle reti in nazionale ― Norvegia | Cronologia completa delle presenze e delle reti in nazionale ― Norvegia |
| Data                                                                    | Città                                                                   | In casa                                                                 | Risultato                                                               | Ospiti                                                                  | Competizione                                                            | Reti                                                                    | Note                                                                    |
| ----------------------------------------------------------------------- | ----------------------------------------------------------------------- | ----------------------------------------------------------------------- | ----------------------------------------------------------------------- | ----------------------------------------------------------------------- | ----------------------------------------------------------------------- | ----------------------------------------------------------------------- | ----------------------------------------------------------------------- |
| 10-6-2017                                                               | Oslo                                                                    | Norvegia                                                                | 1 – 1                                                                   | Rep. Ceca                                                               | Qual. Mondiali 2018                                                     | -                                                                       | 71’                                                                     |
| 13-6-2017                                                               | Oslo                                                                    | Norvegia                                                                | 1 – 1                                                                   | Svezia                                                                  | Amichevole                                                              | -                                                                       | 56’                                                                     |
| 23-3-2018                                                               | Oslo                                                                    | Norvegia                                                                | 4 – 1                                                                   | Australia                                                               | Amichevole                                                              | -                                                                       |                                                                         |
| 26-3-2018                                                               | Elbasan                                                                 | Albania                                                                 | 0 – 1                                                                   | Norvegia                                                                | Amichevole                                                              | -                                                                       |                                                                         |
| 2-6-2018                                                                | Reykjavík                                                               | Islanda                                                                 | 2 – 3                                                                   | Norvegia                                                                | Amichevole                                                              | 1                                                                       | 73’                                                                     |
| 6-6-2018                                                                | Oslo                                                                    | Norvegia                                                                | 1 – 0                                                                   | Panama                                                                  | Amichevole                                                              | -                                                                       | 60’                                                                     |
| 6-9-2018                                                                | Oslo                                                                    | Norvegia                                                                | 2 – 0                                                                   | Cipro                                                                   | UEFA Nations League 2018-2019 - 1º turno                                | -                                                                       |                                                                         |
| 9-9-2018                                                                | Sofia                                                                   | Bulgaria                                                                | 1 – 0                                                                   | Norvegia                                                                | UEFA Nations League 2018-2019 - 1º turno                                | -                                                                       | 37’ 46’                                                                 |
| 13-10-2018                                                              | Oslo                                                                    | Norvegia                                                                | 1 – 0                                                                   | Slovenia                                                                | UEFA Nations League 2018-2019 - 1º turno                                | -                                                                       | 75’                                                                     |
| 16-11-2018                                                              | Lubiana                                                                 | Slovenia                                                                | 1 – 1                                                                   | Norvegia                                                                | UEFA Nations League 2018-2019 - 1º turno                                | 1                                                                       | 63’                                                                     |
| 23-3-2019                                                               | Valencia                                                                | Spagna                                                                  | 2 – 1                                                                   | Norvegia                                                                | Qual. Euro 2020                                                         | -                                                                       | 55’ 74’                                                                 |
| 26-3-2019                                                               | Oslo                                                                    | Norvegia                                                                | 3 – 3                                                                   | Svezia                                                                  | Qual. Euro 2020                                                         | 1                                                                       | 62’ 87’                                                                 |
| 10-6-2019                                                               | Tórshavn                                                                | Fær Øer                                                                 | 0 – 2                                                                   | Norvegia                                                                | Qual. Euro 2020                                                         | 2                                                                       |                                                                         |
| 5-9-2019                                                                | Oslo                                                                    | Norvegia                                                                | 2 – 0                                                                   | Malta                                                                   | Qual. Euro 2020                                                         | -                                                                       | 58’                                                                     |
| 12-10-2019                                                              | Oslo                                                                    | Norvegia                                                                | 1 – 1                                                                   | Spagna                                                                  | Qual. Euro 2020                                                         | -                                                                       | 83’                                                                     |
| 15-10-2019                                                              | Bucarest                                                                | Romania                                                                 | 1 – 1                                                                   | Norvegia                                                                | Qual. Euro 2020                                                         | -                                                                       | 67’                                                                     |
| Totale                                                                  |                                                                         | Presenze                                                                | 16                                                                      |                                                                         | Reti                                                                    | 5                                                                       |                                                                         |

## Palmarès

### Club

#### Competizioni nazionali
- Canadian Championship: 1

CF Montréal: 2021
- Supercoppa di Georgia: 1

Torpedo Kutaisi: 2024

#### Competizioni internazionali
- AFC Champions League: 1

Ulsan Hyundai: 2020

### Individuale
- Capocannoniere del campionato georgiano: 1

2024 (23 reti)